# Hypoxystis uniformis
Hypoxystis uniformis là một loài bướm đêm trong họ Geometridae.